# キャンベラの日
キャンベラの日（キャンベラのひ）、キャンベラ・デー (Canberra Day) は、オーストラリア首都特別地域 (ACT) の祝日。キャンベラが正式に命名されたことを祝い、毎年3月の第2月曜日に設けられている。キャンベラは、1913年3月12日に挙行された式典において、当時のオーストラリア総督デンマン卿の夫人であったレディ・デンマンによって命名された。
2007年3月3日、ACT首相アンドリュー・バーが、キャンベラの日を、実際のキャンベラの誕生日に近い3月の第2月曜日に変更する法案を提出した。それまで、キャンベラの日は3月の第3月曜日に設けられていた。2012年のキャンベラの日は、ちょうど3月12日になった。キャンベラの命名から百周年となった2013年には3月11日になった。
キャンベラの日に関連して行われる行事の中には、2011年3月11日から20日に初めて開催されたキャンベラ・フェスティバル、ACT首相主催のキャンバラの日賞 (the Chief Minister's Canberra Day Awards) の式典、キャンベラ・フェスティバル大舞踏会 (Canberra Festival Balloon Spectacular) などがある。